# Antonia Grunenberg

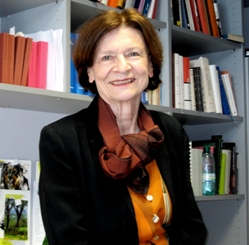
Antonia Grunenberg

Antonia Grunenberg (* 2. Mai 1944 in Dresden) ist eine deutsche Politikwissenschaftlerin. 
Antonia Grunenberg studierte Soziologie, Philosophie und Germanistik in Tübingen, Frankfurt am Main und Berlin. Sie wurde 1975 in Philosophie an der Freien Universität Berlin promoviert und habilitierte sich 1986 in Politikwissenschaft an der Technischen Hochschule Aachen. 
Grunenberg ist Mitgründerin und Vorstandsmitglied des Hannah Arendt-Preises für politisches Denken und unter anderem Mitglied im Wissenschaftlichen Beirat des Hauses der Geschichte in Bonn. 
Sie lehrte seit 1998 als Professorin für Politikwissenschaft an der Carl von Ossietzky Universität Oldenburg. Seit 2006 ist sie Mitglied der wissenschaftlichen Fachkommission der Bundesstiftung zur Aufarbeitung der SED-Diktatur. Ihr Forschungsschwerpunkt ist das Leben und Werk der politischen Philosophin Hannah Arendt. Sie ist Gründerin und Leiterin des Hannah-Arendt-Zentrums an der Universität Oldenburg. 2009 wurde sie emeritiert. 

## Schriften
- Der Zusammenhang zwischen Linksradikalismus und Geschichtsphilosophie in Praxis und Theorie von Georg Lukacs (1918–1928), Diss. Berlin 1975
- Hannah Arendt, Martin Heidegger und Karl Jaspers. Denken im Schatten des Traditionsbruchs. In: Hannah Arendt: Verborgene Tradition – Unzeitgemäße Aktualität? Hrsg. Heinrich-Böll-Stiftung, Berlin 2007, ISBN 978-3-05-004389-0
- Hannah Arendt und Martin Heidegger. Geschichte einer Liebe., München und Zürich, 2006, ISBN 3-492-04490-5
- Hannah Arendt. In der Reihe Meisterdenker Spektrum, Freiburg 2003, ISBN 3-451-04954-6
- Der Schlaf der Freiheit. Politik und Gemeinsinn im 21. Jahrhundert. Reinbek 2002, ISBN 3-498-02477-9
- Die Lust an der Schuld. Von der Macht der Vergangenheit über die Gegenwart. Berlin: Rowohlt, 2001. ISBN 3-87134-389-7.
- Antifaschismus – Ein deutscher Mythos. Rowohlt Verlag, Reinbek 1993. ISBN 3-499-13179-X.
- Aufbruch der inneren Mauer. Politik und Kultur in der DDR 1971–1989. Edition Temmen, 1990, ISBN 3-926958-44-8
- Götterdämmerung: Aufstieg und Fall der deutschen Intelligenz 1900–1940. Walter Benjamin und seine Zeit. Herder, 2018, ISBN 978-3451383090
- Walter & Asja. Une histoire de passions, Payot, Paris 2022, ISBN 978-2-228-92969-1
- Demokratie als Versprechen. Warum es sich lohnt, für die Freiheit zu kämpfen, Europa-Verlag, München 2022, ISBN 978-3-95890-495-8

Mitherausgeberin
- Perspektiven politischen Denkens. Zum 100. Geburtstag von Hannah Arendt. Hrsg. von Antonia Grunenberg, Waltraud Meints, Oliver Bruns, Christine Harckensee, Peter Lang Verlag, Frankfurt a. M. 2008, ISBN 978-3-631-56659-6
- Sabine Falke, Daniel Schubbe, Antonia Grunenberg: Einsprüche: Politik und Sozialstaat im 20. Jahrhundert: Festschrift für Gerhard Kraiker. 2005, ISBN 3-8300-1822-3
- Totalitäre Herrschaft und republikanische Demokratie. Fünfzig Jahre ‚The Origins of Totalitarianism‘ von Hannah Arendt. Unter Mitarbeit von Stefan Ahrens und Bettina Koch, von Antonia Grunenberg (Herausgeber), Verlag Peter Lang, Frankfurt 2003, ISBN 3-631-39709-7
- Berliner Hefte – Zeitschrift für Kultur und Politik, mehrere Ausgaben ab 1976, Verlag Kantstraße Berlin, mit u. a. Walter Aschmoneit, Horst Domdey, Volkmar Braunbehrens

Interview
- "Dass man miteinander streitet" Grunenberg und Christina Thürmer-Rohr im ausführlichen Interview über Hannah Arendt, taz vom 10. November 2007

Essay
- Macht kommt von möglich..... Macht und öffentlicher Raum bei Hannah Arendt von Antonia Grunenberg
- Hannah Arendts Jüdische Schriften. Aus Politik und Zeitgeschichte (APuZ 39/2006)